# Кабо-Верде
Ка́бо-Ве́рде (порт. Cabo Verde [ˈkabu ˈveɾdɨ], кабувердьяну Kabu Verdi [ˈkabu ˈveɾdi]), официальное название — Респу́блика Ка́бо-Ве́рде (порт. República de Cabo Verde [ʁɛˈpublikɐ dɐ ˈkabu ˈveɾdɨ], кабувердьяну Repúblika di Kabu Verdi [ɾɛˈpublikɐ di ˈkabu ˈveɾdi]; до 1986 года название официально переводилось на русский язык как Респу́блика Острова́ Зелёного Мы́са) — островное государство в Западной Африке. Расположено на островах Зелёного Мыса в Атлантическом океане в 600 км от побережья Африки.

## Этимология
В 1456 году венецианец Кадамосто открыл ряд островов архипелага, которые по своему расположению напротив полуострова Зелёный мыс на африканском континенте (порт. Cabo Verde) были так же названы «Острова Кабо-Верде», и именовались так весь колониальный период. В 1975 году, после получения независимости, государство стало называться на португальском República de Cabo Verde и именовалось в русскоязычных источниках «Республика Острова Зелёного Мыса» или просто «Острова Зелёного Мыса».
Иноязычные версии названия страны звучали по-разному, часто в переводной или в смешанной форме, в частности, на английском — Cape Verde. В 2013 году официальные власти страны обратились в ООН с просьбой именовать её без перевода на другие языке (в частности, на английском — Republic of Cabo Verde).

## География

Карта Кабо-Верде

Острова Зелёного Мыса представляют собой архипелаг из 10 крупных и 8 мелких островов в центральной части Атлантического океана, к западу от Сенегала, условно подразделяемых на Подветренную (порт. sotavento) и Наветренную (порт. barlavento) группы.
В Наветренную группу входят острова: Санту-Антан, Сан-Висенте, Сан-Николау, Санта-Лузия, Сал, Боавишта. В Подветренную группу входят острова: Сантьягу, Брава, Фогу, Маю. Малые острова: Бранку, Разу, Гранди, Луиш-Карнейру, Санта-Мария, Сападу, Сима, Ду-Рей (порт. Ilhéu do Rei).
Территория островов возвышенная и достаточно сухая. До 16 % Кабо-Верде занимают сухие щебнистые нагорья — так называемый «лунный пейзаж». Рельеф гористый с большим количеством потухших и действующих вулканов. Скалистые берега труднодоступны. Очень мало естественных гаваней, самая большая из которых — Минделу (представляет собой затопленный кратер потухшего вулкана). Высшая точка страны — вулкан Фогу (2829 м) на одноимённом острове, также выделяется вулкан Короа (1979 м) на острове Санту-Антан. Береговая линия — 965 км. Общая площадь — 4033 км².
Мягкий климат, практически не меняющаяся среднегодовая температура (около +25 °C), малое количество осадков. Каждый из островов уникален по природе и ландшафту.

## История
Первые упоминания об архипелаге содержались в дневниках арабского путешественника Идриси (XII век) и в энциклопедии Аль-Омари (XIV век).
Официальной датой открытия европейцами островов Зелёного Мыса считается 1460 год.

### Колониальный период
1456 год — ряд островов архипелага открыт венецианцем Кадамосто.
1460 год — на острове Сал высадились португальские моряки под командованием Диогу Гомеша и Диогу Афонсу.
1462 год — на острове Сантьягу появились первые поселенцы.
1466 год — начало массового заселения островов португальскими колонистами, чиновниками и ссыльными. Позже — испанцами, французами и жителями Генуи.
1495 год — острова официально объявлены владением Португалии.
1581 год — Кабо-Верде стало колонией Испании.
1640 год — Португалия возобновила своё господство.
До 1878 года на островах существовало рабство.
До 1879 года архипелаг и Португальская Гвинея были единой колонией.
С 1879 года начался приток новых поселенцев, в том числе рабочих-контрактников из соседних стран.
1956 год — основана Африканская партия независимости и союза народов Гвинеи и Кабо-Верде.
1960 год — Африканская партия независимости и союза народов Гвинеи и Кабо-Верде переименована в Африканскую партию независимости Гвинеи-Бисау и Кабо-Верде (ПАИГК). Генеральный секретарь — Амилкар Кабрал.
1963 год — начало вооружённой борьбы ПАИГК против португальских властей на архипелаге.
В 1973 году убит Амилкар Кабрал.
В апреле 1974 года после свержения правого режима в Португалии новое португальское правительство признало ПАИГК в качестве законного представителя населения Кабо-Верде и вступило с ней в переговоры, в ходе которых ПАИГК требовала одновременного признания Португалией независимости Республики Гвинея-Бисау и предоставления независимости Кабо-Верде.
В ноябре 1974 года в Лиссабоне было подписано соглашение о провозглашении независимости страны и было сформировано переходное правительство автономной Республики Кабо-Верде (половину членов которого назначила португальская администрация, а половину — ПАИГК).
30 июня 1975 года состоялись выборы в Национальную ассамблею Республики Кабо-Верде, победу на которых одержала ПАИГК, президентом стал Аристидес Перейра.

### Период независимого развития
5 июля 1975 г. провозглашена независимость.
В 1975—1981 гг. ПАИГК придерживалась политики, направленной на объединение Гвинеи-Бисау и Кабо-Верде в единое государство. Выходцы из Кабо-Верде находились у власти в Гвинее-Бисау.
Январь 1981 г. — была создана Африканская партия независимости Кабо-Верде (ПАИКВ). Установился однопартийный режим.
1990 г. — отмена статьи конституции, закрепляющей монополию ПАИКВ.
1990 г. — создана партия Движение за демократию (МПД).
13 января 1991 г. — первые демократические выборы. Победила МПД.
Февраль 1991 г. — президентом избран Антониу Машкареньяш Монтейру.
Декабрь 1995 г. — парламентские выборы. МПД сохранило большинство мест в Национальной ассамблее.
Февраль 1996 г. — А. Монтейру переизбран на второй срок.
1997 — Создание офшорного банковского центра.
1998 г. — соглашение о привязке эскудо Кабо-Верде к португальскому эскудо, что облегчило торговлю со странами ЕС и Африки.
14 января 2001 г. — президентские и парламентские выборы. ПАИКВ получила в парламенте 40 мест, МПД — 30, Демократический альянс за перемены (коалиция партий) — 2. Президент — Педру Верона Пиреш (46,5 % голосов). Международные наблюдатели полагали, что выборы были справедливыми. Были зафиксированы некоторые нарушения на местном уровне (такие, как наполнение урн для избирательных бюллетеней). Делегаты обоих кандидатов были признаны виновными в нарушениях и получили лёгкие тюремные сроки.
1 января 2002 г. — после замены португальского эскудо на евро курс эскудо Кабо-Верде по соглашению о привязке стал определяться по отношению к евро в соотношении 110,265:1.
Март 2004 г. — выборы в местные органы власти. МПД побеждала правящую партию на несколько голосов. Президент МПД Агустинью Лопеш утверждал, что были нарушения и неточности в избирательных бюллетенях на некоторых избирательных участках, хотя международные наблюдатели заключили, что выборы были прозрачными и справедливыми.
2005 г. — страна, имея поддержку некоторых ведущих политических деятелей Португалии, выразила интерес к членству в ЕС.
Январь 2006 г. — президентские и законодательные выборы. ПАИКВ получила большинство — 41 место в Национальном собрании, по сравнению с 29 МПД; Демократический и Независимый Союз Кабо-Верде, оппозиционная партия, сохранила 2 места.
Февраль 2006 — президентские выборы. Педру Верона Пиреш продлил свой пятилетний мандат. Его конкурент Мануэль Вейга утверждал, что результаты были мошенническими, но международные наблюдатели считали их свободными и справедливыми.
21 августа 2011 — президентские выборы. Жорже Карлуш Фонсека избран новым президентом страны. В 2016 году переизбран президентом на второй срок.
17 октября 2021 — кандидат от оппозиции и бывший премьер-министр Жозе Мария Невеш из Африканской партии независимости Кабо-Верде победил на президентских выборах. 9 ноября 2021 был приведён к присяге в качестве нового президента.
Кабо-Верде — одна из немногих стран Африки (наряду с Ботсваной, Маврикием, Малави, Намибией, Эритреей и ЮАР), где ни разу не было государственного переворота.

## Политическое устройство
Для страны характерна политическая стабильность с регулярной сменяемостью власти в результате выборов.

### Государственный строй
Кабо-Верде — унитарное государство. Главные города: Прая, Минделу, Сан-Филипи. Парламентская республика. Действует конституция, принятая 25 сентября 1992 года (с поправками 1995 и 1999 годов). Главой государства и главнокомандующим вооружёнными силами является президент, избирается на всеобщих выборах прямым голосованием на пятилетний срок. Высший орган законодательной власти — Национальная ассамблея; 72 депутата избираются на пять лет. Депутаты ассамблеи выбирают премьер-министра, который, в свою очередь, представляет на утверждение президента состав кабинета министров. Советы местных органов исполнительной власти также избираются на всеобщих выборах на пятилетний срок.
Президент — Жозе Мария Перейра Невеш, избран 17 октября 2021 года. Должность премьер-министра с 22 апреля 2016 года занимает Жозе Коррейя и Силва.
Система многопартийная. Зарегистрированы 7 партий.
Наиболее влиятельные партии:
- «Африканская партия независимости Кабо-Верде», ПАИКВ (порт. Partido Africano da Independência de Cabo Verde, PAICV), председатель — Жозе Мария Невеш (порт. José Maria Neves), ген. сек. — Аристидеш Лима (порт. Aristides Lima).
- «Движение за демократию», МПД (порт. Movimento para a Democracia, MPD), лидер — Улиссеш Коррейя и Силва.
- «Партия демократического единения», ПДЕ (порт. Partido da Convergência Democràtica, PCD). Председатель — Эурику Монтейру (порт. Eurico Monteiro).
- Демократический альянс за перемены.

Ведущие организации деловых кругов — торговые палаты Наветренных и Подветренных островов.

### Профсоюзное объединение
Национальное объединение трудящихся Кабо-Верде (порт. União Nacional dos Trabalhadores de Cabo Verde — Central Sindical, UNTC — CS). Создано в 1978 году, насчитывает 9 тыс. членов. Ген. секретарь— Жулиу Ашсенсау Силва (порт. Júlio Ascensăo Silva).

### Правовая система
Правовая система Кабо-Верде входит в романо-германскую семью. Основана на правовых традициях Португалии. В Кабо-Верде не развита собственная система юридического образования, местные юристы учатся в университетах Португалии.
Основной источник гражданского права — Гражданский кодекс Португалии 1966 года. Семейные отношения регулируются Семейным кодексом 1981 года. Конституция предусматривает заключение брака в гражданской или религиозной форме и закрепляет равноправие супругов.
С конца 1980-х годов проводится политика либерализации в экономической сфере. Декрет-закон 1989 года создал правовую базу для свободных экономических зон. В 1990-е годы получила развитие приватизация государственных предприятий. Конституция 1992 года закрепила свободу частной экономической инициативы, обязала государство привлекать и поддерживать иностранные инвестиции.
Конституция гарантирует право трудящихся на свободное объединение в профсоюзы, на коллективные переговоры и забастовку. Законом закреплена 44-часовая рабочая неделя.
Смертная казнь на островах не применялась с 1835 года и была полностью отменена первой конституцией в 1981 году.

### Судебная система
Судебная система Кабо-Верде включает в себя Верховный суд (порт. Supremo Tribunal de Justicial) и региональные суды.
Численность представителей Верховного суда — 5 чел., из них один назначается Президентом, один — Национальной ассамблеей и трое — Высшим судебным советом (порт. Conselho Superior da Magistratura Judicial).
Высший судебный совет состоит из председателя Верховного суда, двух судей, избранных судейским сообществом, высшего судебного инспектора, троих граждан, избранных Национальной ассамблеей и двух граждан, назначенных Президентом.
Прокуратура (порт. Ministerio Publico) представляет государство, имеет право осуществлять уголовное преследование и защищать демократическую законность, права граждан и публичные интересы. Структура прокуратуры: Генеральная прокуратура Республики (порт. Procuradoria-Geral da Republica) и прокуратуры Республики. Руководящий орган Генеральной прокуратуры — Высший совет прокуратуры (порт. Conselho Superior do Ministerio Publico), осуществляющий административные и дисциплинарные полномочия.
Генеральную прокуратуру возглавляет генеральный прокурор (порт. Procurador-Geral). Генеральный прокурор назначается Президентом по предложению Правительства сроком на пять лет.
Конституционный суд (порт. Tribunal Constitucional) осуществляет Конституционный контроль, устанавливает недееспособность главы государства, решает вопросы о законности выборов и деятельности политических партий, разрешает юрисдикционные конфликты, рассматривает обращения ампаро. Конституционный суд состоит как минимум из троих судей, избираемых Национальной ассамблеей сроком на девять лет.
Счётный суд (порт. Tribunal de Contas) является высшим органом финансового контроля.

### Вооружённые силы
Вооружённые силы сформированы в 1967 году на основе Народных вооружённых революционных сил Гвинеи-Бисау и Кабо-Верде и насчитывают 1000 чел. сухопутных мотопехотных подразделений, 100 чел. — в авиации, 100 чел. береговой охраны и морского патрулирования.
В 2003 году учреждено спецподразделение военной полиции (более 100 чел.) для обеспечения безопасности объектов государственного значения.
Создано антитеррористическое подразделение быстрого реагирования, которое несёт охрану международного аэропорта на о. Сал, а также специального ведомства по вопросам национальной безопасности — «Служба информации Республики».
Действует служба по делам гражданской обороны и чрезвычайным ситуациям.
Внутренний порядок обеспечивают подразделения полиции (880 чел). Полиция подразделяется на муниципальную, уголовную и транспортную. Военные расходы в 2016 составили 0,6 % ВВП.
Воинская служба — обязательная.

## Государственная символика

### Государственный флаг
В 1992 году был утверждён новый флаг. Пропорции: 4:7. Представляет собой пять горизонтальных разновеликих полос. Верхняя полоса голубого цвета занимает половину ширины флага. Далее следуют полосы белого, красного и белого цветов, занимающие 1/12 часть флага каждая. Нижняя полоса — голубого цвета — занимает четверть флага. Поверх полос в левой части флага внизу помещены десять пятиконечных звёзд, образующих круг. Центр круга приходится на середину красной полосы.
Голубой цвет флага символизирует океан, 10 звёзд — количество крупных населённых островов.

### Государственный герб
В 1992 году утверждён Государственный герб. Как и на флаге, звёзды означают 10 островов, вверху эмблемы — поплавок — символ честности и достоинства; факел и треугольник символизируют единство и свободу.

### Государственный гимн
Утверждён в 1992 г.
Текст гимна. Архивировано из оригинала 30 сентября 2009 года.

## Внешняя политика
Внешнеполитические связи активно развиваются с Германией, Италией, Китаем, Португалией, Россией, США, Францией, Японией и португалоязычными странами Африки.
С недавнего времени активно развиваются китайско-африканские экономические отношения по пути мультилатерализма. В частности между Китаем и Кабо-Верде осуществляется двустороннее сотрудничество в политической, дипломатической, экономической, спортивной и образовательной областях.
Имеет дипломатические отношения с Российской Федерацией (установлены с СССР 14 июля 1975 года).
Кабо-Верде — член ООН, ГАТТ, МВФ, ВОЗ, ВТО, ВОИС, ЮНВТО, ЮНЕСКО и Организации африканского единства.

## Административное деление Кабо-Верде
В административном отношении Кабо-Верде делится на 22 муниципалитета (порт. concelhos), которые включают 32 общины (порт. freguesias, букв. «гражданский приход»).

## Население

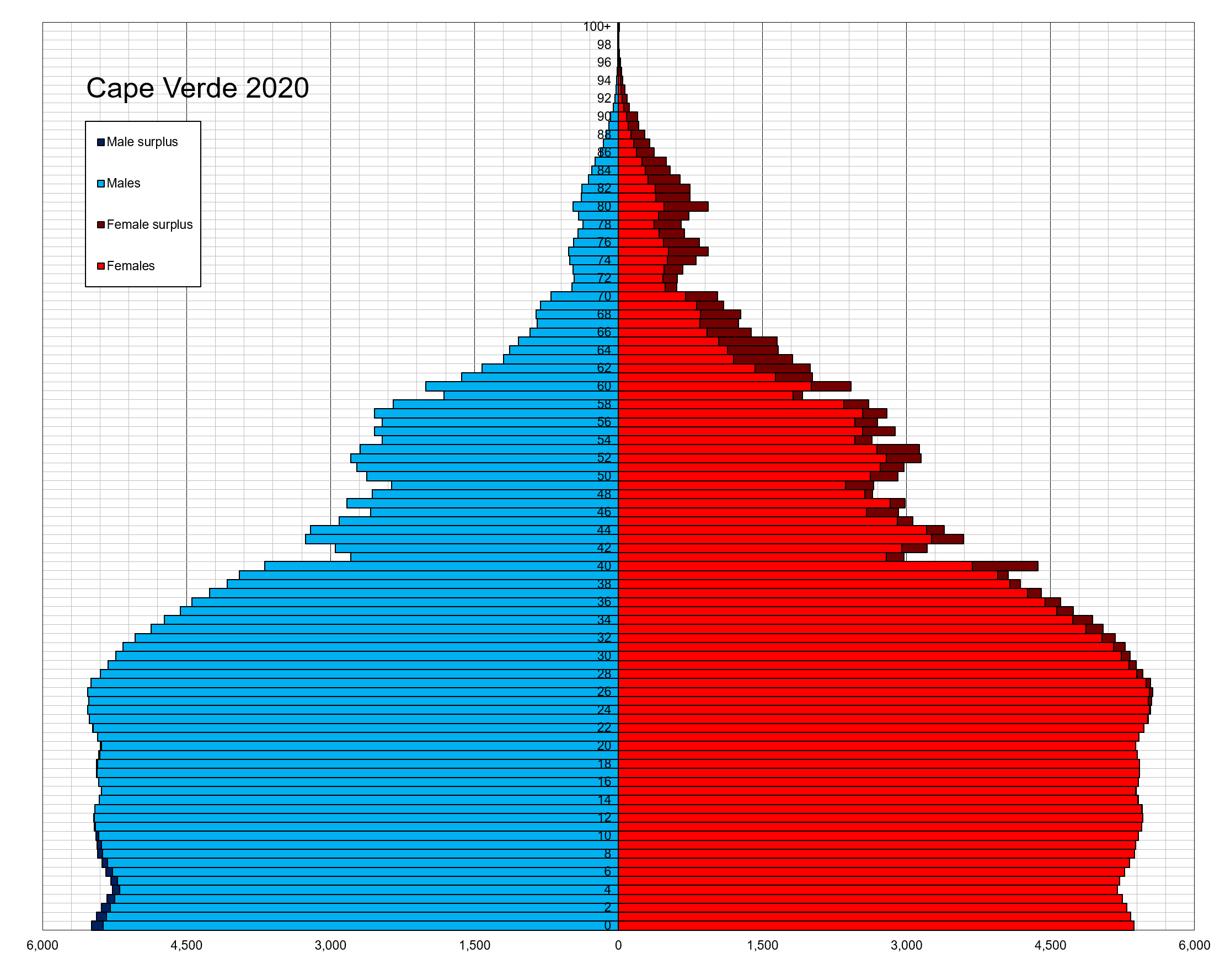
Возрастно-половая пирамида населения Кабо-Верде на 2020 год

По данным переписи населения в 2020 году население государства составило 583 255 человек.
71 % населения — мулаты (смешанного африкано-европейского происхождения), 28 % — африканцы (манджак, баланте, банту и другие народности), 1 % — европейцы.
Кроме португальского языка, используется множество диалектов от смешения португальского и африканских языков; самые распространённые — креольский диалект криулу (смесь старопортугальского и африканского языка суахили) и кабувердьяну. Выходцы из западной Африки широко распространили на островах французский язык.
66,7 % населения — городские жители (2020). Самый населённый остров — Сантьягу. Крупные города: Минделу (62,97 тыс. чел.), Сан-Филипи (6 тыс. чел.) (2000).
Покупательная способность в 2002 составила 1,4 тыс. долл. США (высокий для африканских стран уровень). 44 % населения находится за чертой бедности.
Продолжается процесс эмиграции населения. По данным национальных статистических управлений за 2004—2006 годы кабо-вердианская диаспора в Португалии, Франции, Испании, Люксембурге, Италии, Нидерландах составляет 81 304 человека (4,7 %), также существуют диаспоры в США и странах Африки: (Анголе, Габоне, Гвинее-Бисау, Сан-Томе и Принсипи, Сенегале и Мозамбике) общей численностью 700 тыс. чел. Наиболее массовый характер эмиграция приняла в 1970-е годы (10—18 тыс. человек в год).

## Экономика
С 2004 года Кабо-Верде причислен к категории развивающихся стран, а в 2007 страна перестала быть страной четвёртого мира. Наиболее конкурентоспособными отраслями национальной экономики являются рыболовство, туризм и сфера услуг. Доходная часть бюджета состоит из налоговых поступлений и таможенных платежей. Осуществляется приватизация государственных предприятий. Созданы зоны свободной торговли.

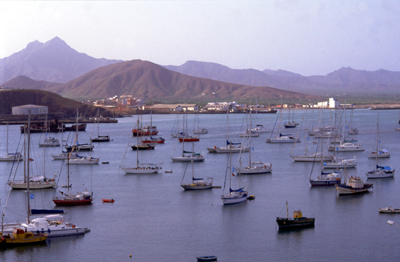
Порт Миндело

Экономика Кабо-Верде уязвима для внешних потрясений и зависит от иностранных инвестиций, денежных переводов и туризма. Основная часть иностранного капитала направлена в сферу туризма. 89 % инвестиций приходится на Испанию и Португалию. Экономика, ориентированная на предоставление услуг, вместе с транспортной, туристической отраслями, составляют около трёх четвертей ВВП. Туризм является основой экономики и зависит от экономических условий в странах еврозоны. В Кабо-Верде ежегодно наблюдается высокий дефицит торгового баланса, финансируемый иностранной помощью и денежными переводами большого пула эмигрантов; государственный долг в виде доли ВВП является одними из самых высоких в странах Африки к югу от Сахары.
Хотя около 40 % населения живёт в сельских районах, доля производства продовольствия в ВВП низкая. Экономика острова страдает от плохой базы природных ресурсов, включая серьёзную нехватку воды, усугубляемую циклами долгосрочной засухи и плохой почвой для выращивания продовольствия на нескольких островах. Как следствие этого, Кабо-Верде импортирует большую часть продовольственных товаров. Рыболовный потенциал, в основном омары и тунцы, эксплуатируется не полностью.
Экономические реформы направлены на развитие частного сектора и привлечение иностранных инвестиций для диверсификации экономики и снижения уровня безработицы. Повышенный уровень задолженности правительства ограничивает возможности для финансирования любых проектов.
Внешнеэкономический курс страны направлен на привлечение инвестиций, создание совместных предприятий, расширение внутреннего производства товаров и услуг, укрепление финансового сектора. Этому процессу становится помехой нехватка природных ресурсов и отсутствие или неудовлетворительное состояние объектов инфраструктуры.
Государство участвует в международном разделении труда: туризм, обслуживание и ремонт судов, хранение грузов.

### Сельское хозяйство
Сельское хозяйство малопродуктивное из-за засушливого климата и малоразвитой системы орошения. Основная сельскохозяйственная культура — кукуруза (собрано в 2000 году 18,5 тысяч тонн). Выращиваются также кофе, манго, бананы, ананасы, сахарный тростник, картофель, томаты, фасоль, арахис, орехи кола, сладкий картофель, клещевина, кассава, фрукты.
В сельском хозяйстве заняты 50 % населения страны. Земли, пригодные к обработке, составляют 10 % от общей площади архипелага — 39 тысяч гектар, из них 3 тысячи гектар орошаемые. Преобладает фермерская форма хозяйствования. Страна производит 10—15 % потребляемого продовольствия. От 30 до 80 тысяч тонн импортируется или поступает по международным программам борьбы с голодом.

### Животноводство
Разведение коз, овец, свиней, ослов и крупного рогатого скота.

### Рыболовство

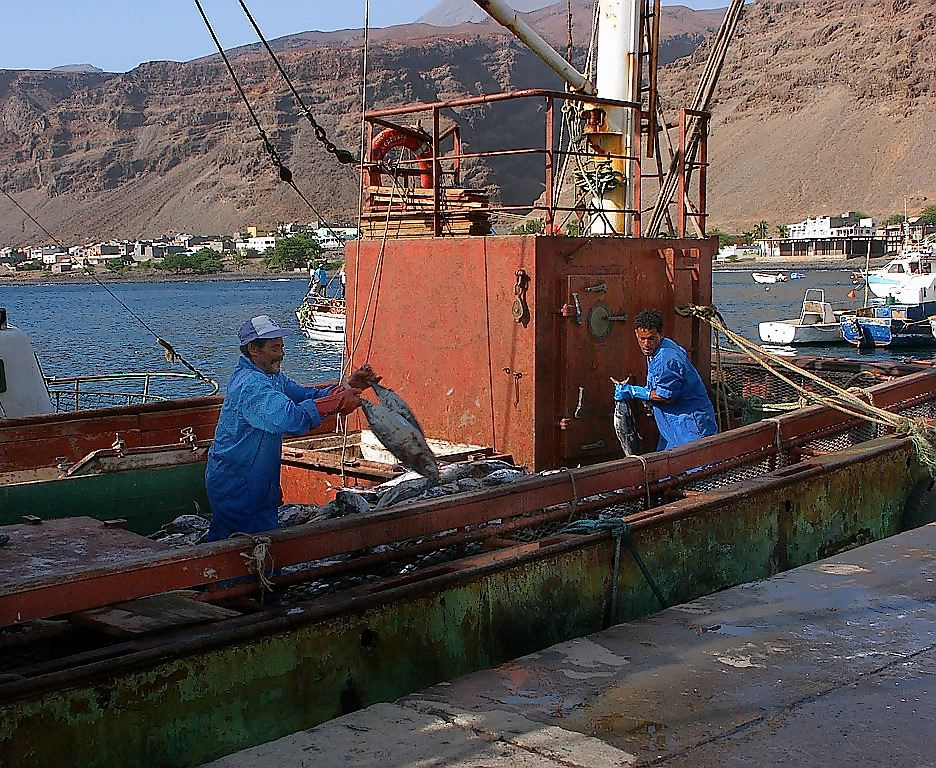
Рыбаки Сан-Николау с уловом тунца

Этот район океана не затронут глобальным промышленным рыболовством, на островах Кабо-Верде рыболовство развито слабо. С 1990 года в водах Кабо-Верде ведут вылов тунца корабли стран ЕС. Рыбным промыслом занято 3 % жителей архипелага. На непромышленный вылов рыбы приходится от 35 % до 50 % улова.
В 2001 улов рыбы, омаров и лангустов составил 13 тыс. тонн; 7 тыс. тонн тунца было выловлено судами ЕС. Оптимальный улов оценивается в 45 тыс. тонн.

### Промышленность

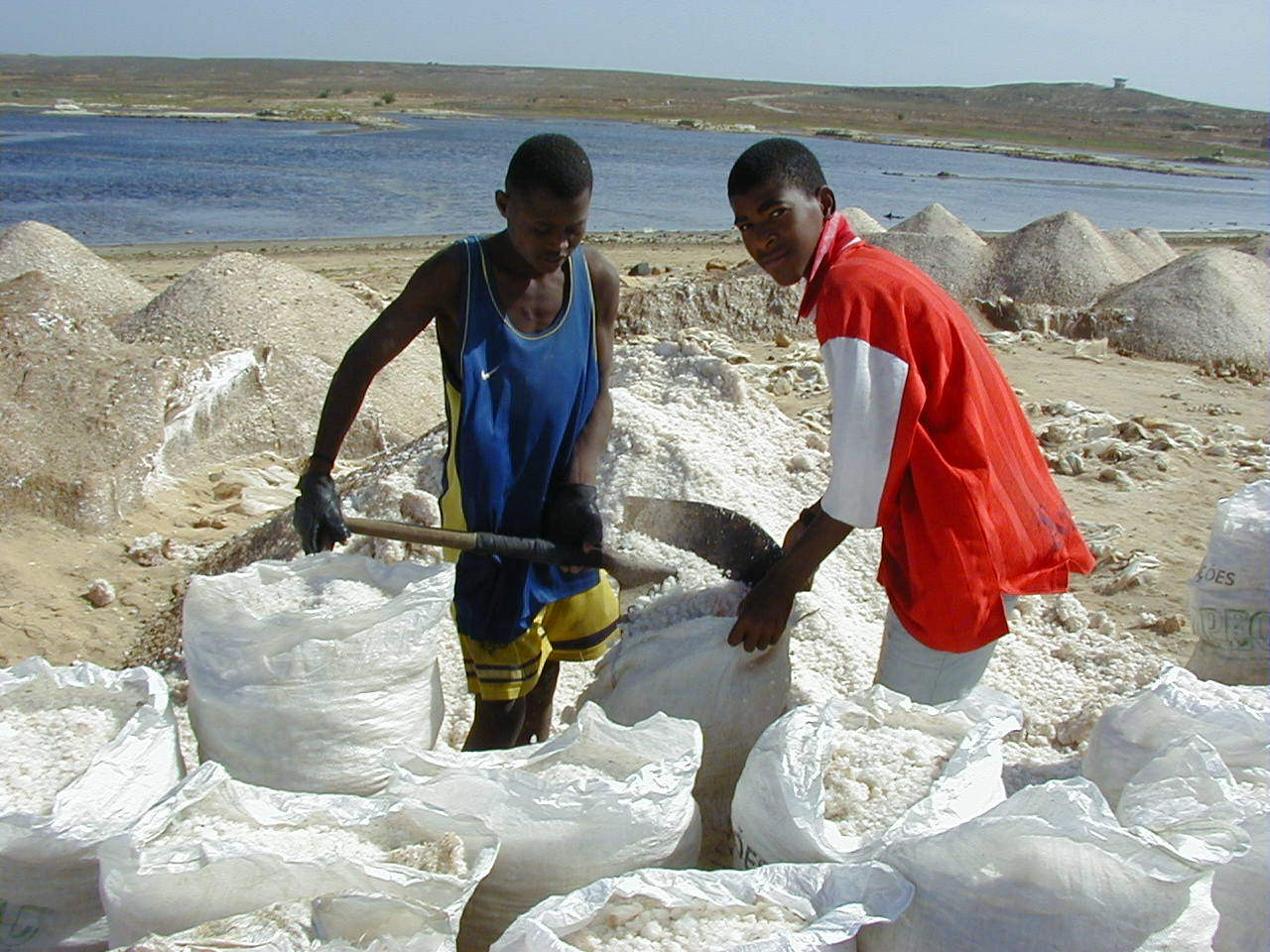
Добыча морской соли на острове Майу

Промышленность в Кабо-Верде развита слабо (16 % от ВВП страны). Концентрация основных предприятий на островах Сантьягу, Сан Висенте, Сал (около 80 %).
Основные предприятия: рыбоконсервные заводы, судоремонтная верфь, пивной завод, швейные и обувные фабрики, завод стройматериалов, фабрики по обработке декоративного камня, авто-, мото-, велопредприятия.
Горнодобывающая промышленность: добыча соли на островах Сал и Майу, пуццолана (используется для производства цемента) на острове Майу, глины, базальта.
Производство электроэнергии 469 млн кВт·ч.

### Внешняя торговля
Объём импорта (в 2019 году — 930 млн долл. США) превышает объём экспорта (95,5 млн долл. США).
Основные статьи импорта: топливо, включая нефтепродукты (18 %), машины и оборудование (13 %), транспортные средства (9,9 %) продукты питания и химические товары.
Основные партнёры по импорту: Португалия (36,3 %), Нидерланды (16, 3 %), Испания (11 %)— в 2019.
Основные статьи экспорта — рыба и морепродукты (ок. 70 %), одежда, обувь, товары реэкспорта.
Основные партнёры по экспорту — Испания (65,3 %), Португалия (13,8 %), Италия (7,87 %) — в 2019.
Входит в международную организацию стран АКТ.

### Энергетика
Почти вся электроэнергия вырабатывается на тепловых электростанциях, использующих природный газ, керосин, дизельное топливо, дрова и древесный уголь.
На туристическом острове Сал всё электричество вырабатывается с помощью «зелёных» технологий (ветер, солнце).

### Финансы и кредит
На островах располагаются следующие банки: Banco Comercial do Atlantico, Caixa Economica de Cabo Verde и Banco Caboverdeano de Negocios (Бизнес Банк Кабо-Верде). Денежная единица — эскудо Кабо-Верде (CVE), состоящий из 100 сентаво. Курс национальной валюты привязан к евро с 1 января 2002 года: 1 EUR = 110,265 CVE. В обращении находятся банкноты номиналом 200, 500, 1000, 2000 и 5000 эскудо, и монеты достоинством 1, 5, 10, 20, 50 и 100 эскудо. Монеты каждого номинала трёх разных видов — «решки» одинаковые, «орлы» — с растением, с птицей или с корабликом. Монета достоинством 100 эскудо, выпущенная в 1994 году, посвящена визиту в Кабо-Верде папы римского, с изображением благословляющего понтифика.

### Транспорт

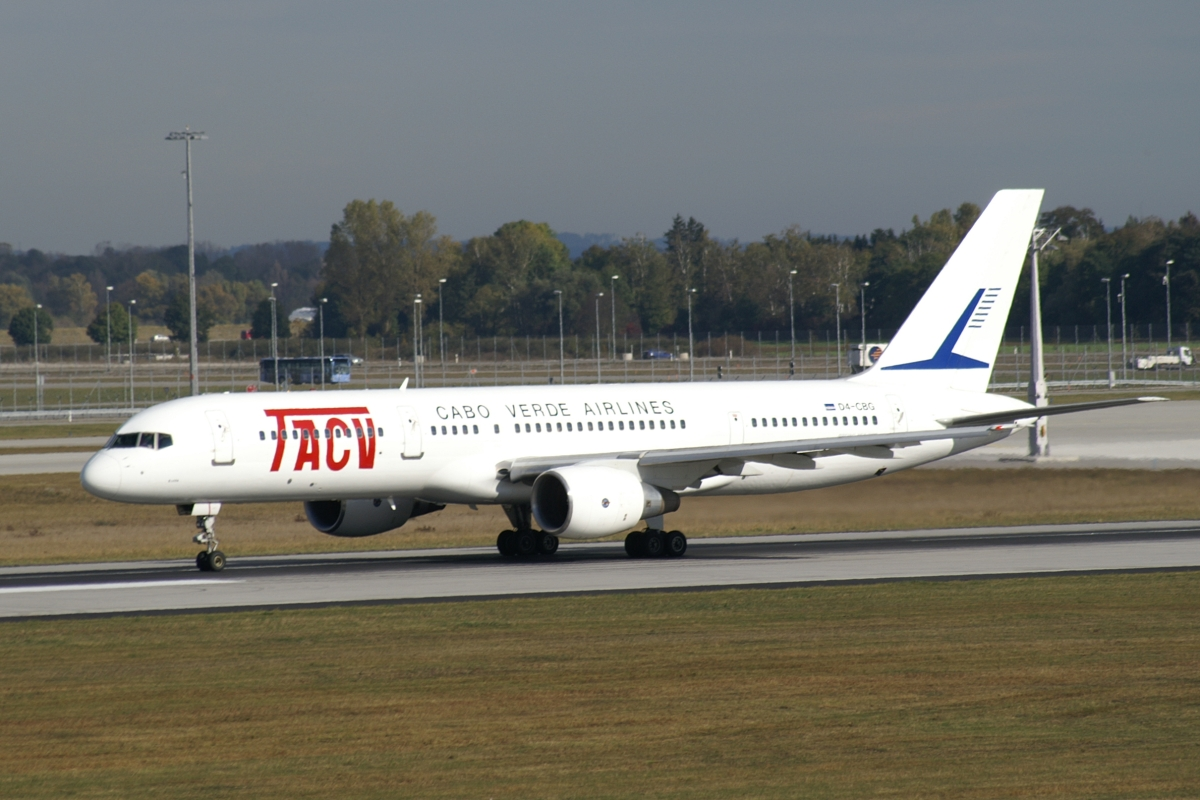
Boeing 757-200 «Cabo Verde Airlines» в аэропорту Мюнхена

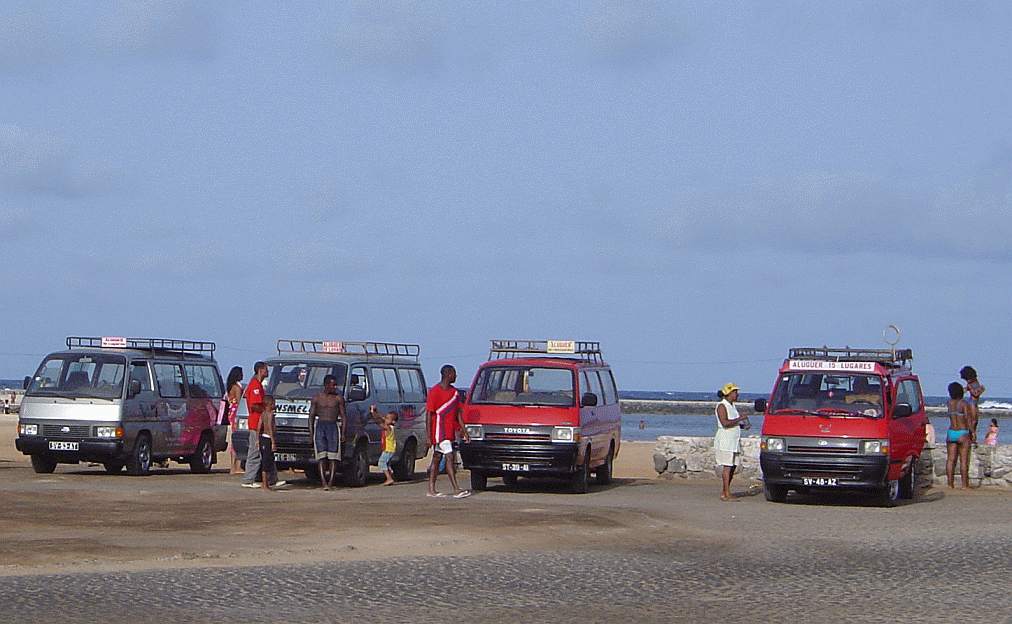
Маршрутные такси Кабо-Верде

Протяжённость автодорог — 1350 км, в том числе 932 км асфальтированных (2013).
Морские порты: Минделу, Прая и Таррафал. Морской торговый флот — 13 кораблей (2009). Осуществляются перевозки внутри архипелага, а также в Западную Африку, Европу и Америку. Грузооборот портов (2000) — 450 тыс. т. Между соседними островами ходят паромы и катера.
В 2013 г. в стране было 9 аэропортов, в том числе 2 международных: аэропорт им. Амилкара Кабрала на о. Сал (международные рейсы с 1973) и в г. Прая (1999), обеспечивающие воздушное сообщение со странами Африки, Европы, Северной и Южной Америки. В 2000 г. перевезено 140 тыс. пассажиров и 20 млн ткм грузов. На пути из Европы в Северную и Южную Америку на острове Сал находится единственная взлётно-посадочная полоса, способная принять на дозаправку такие гигантские грузовые воздушные судна как «Мрия» и «Руслан». Авиалинии местных компаний ТАКВ (Transportes Aéreos de Cabo Verde) и Halcyonair (англ. Halcyonair) соединяют между собой почти все острова архипелага (кроме Брава).
Регулярное автобусное сообщение на островах отсутствует. Самый дешёвый способ передвижения на островах — велодорожки и 12-местные маршрутные такси на мускульной тяге (порт. aluguer), называемые в народе «Carrinhos», плата за проезд в них чуть больше 1 USD. У маршрутных такси есть пункты отправления и прибытия, по пути они останавливаются везде, но не имеют чёткого расписания и отправляются, как только заполнятся все свободные места. Другой вид транспорта, иногда единственный — такси.
Железнодорожного сообщения нет.

## Туризм

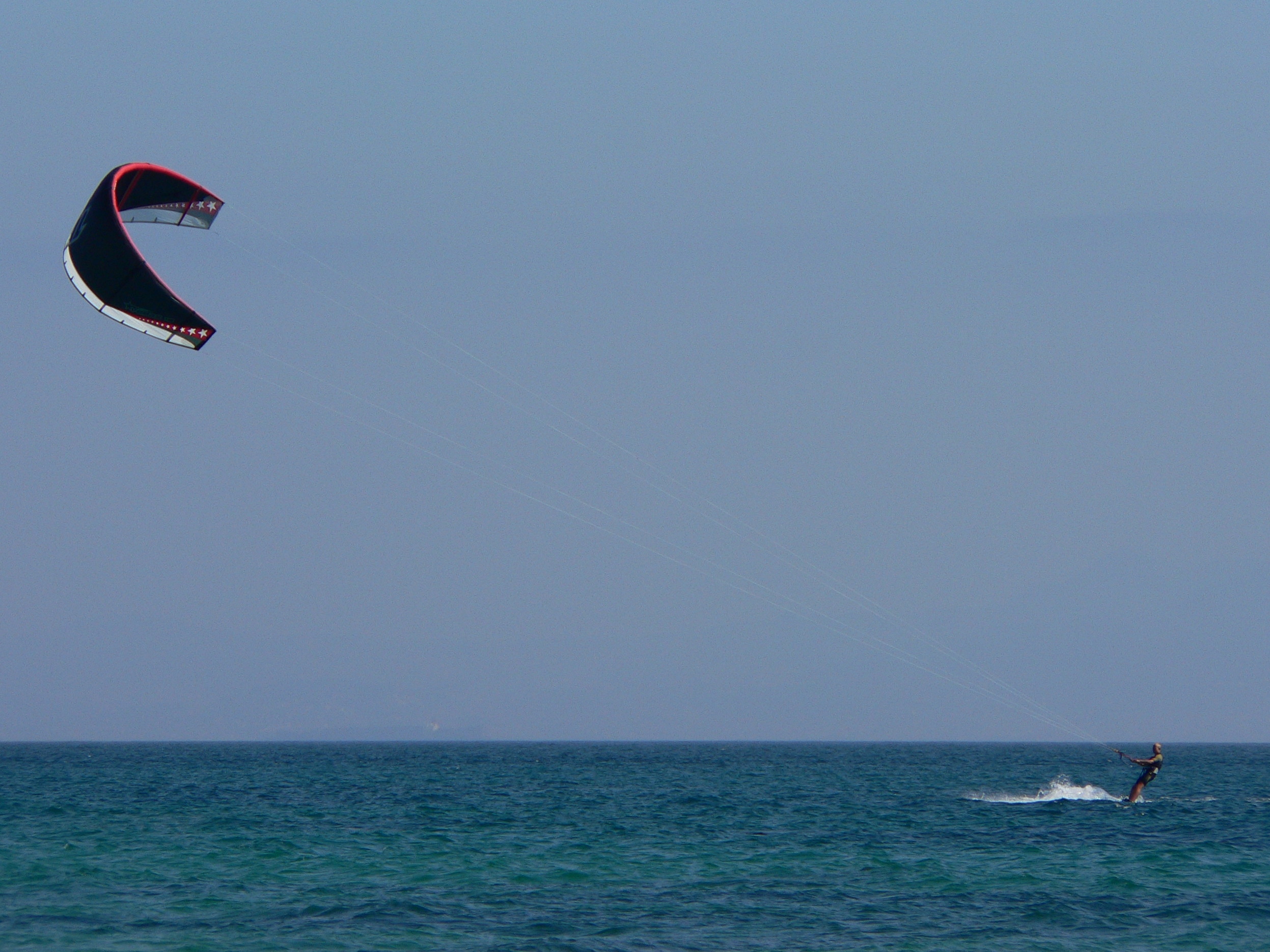

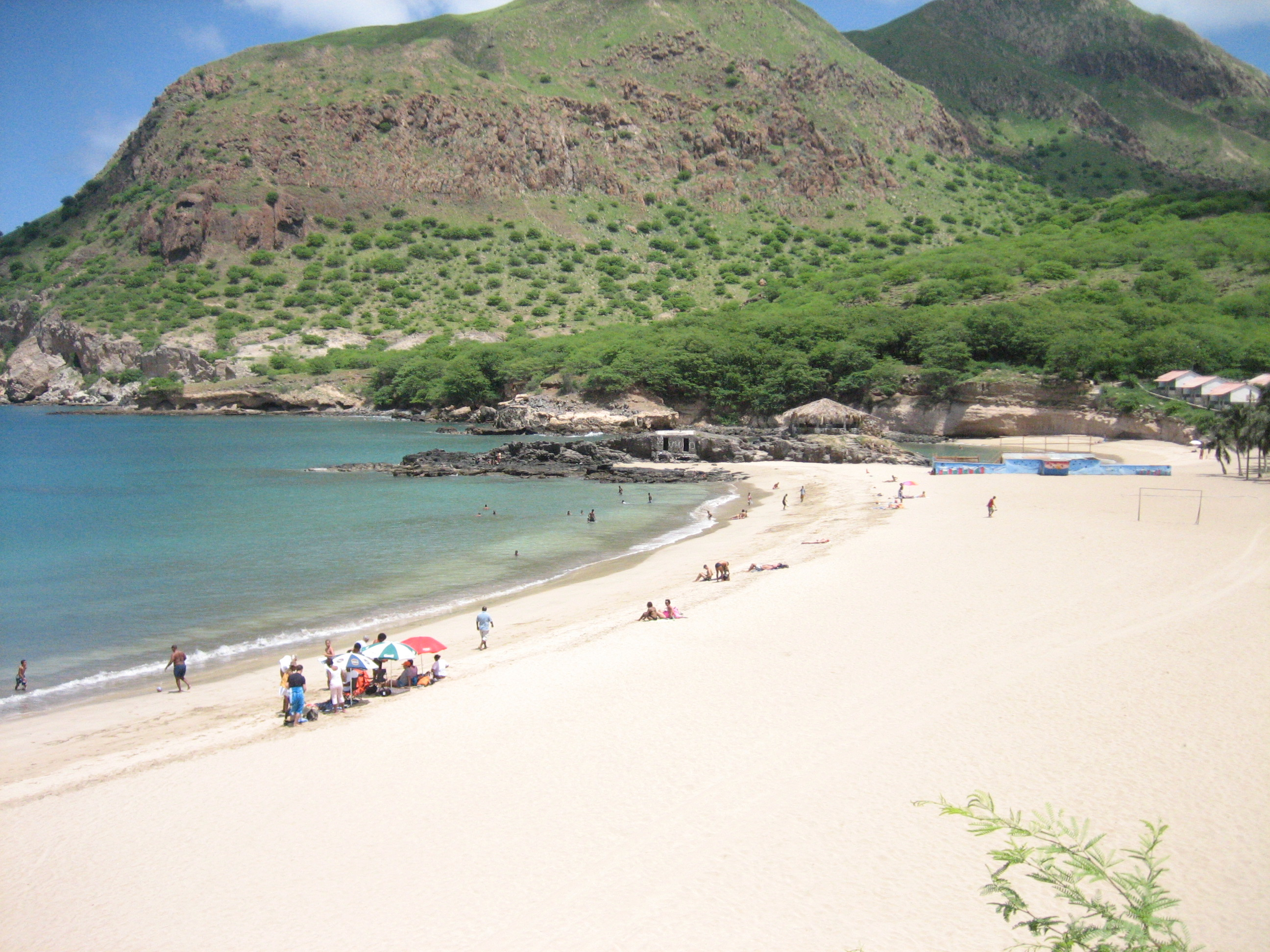

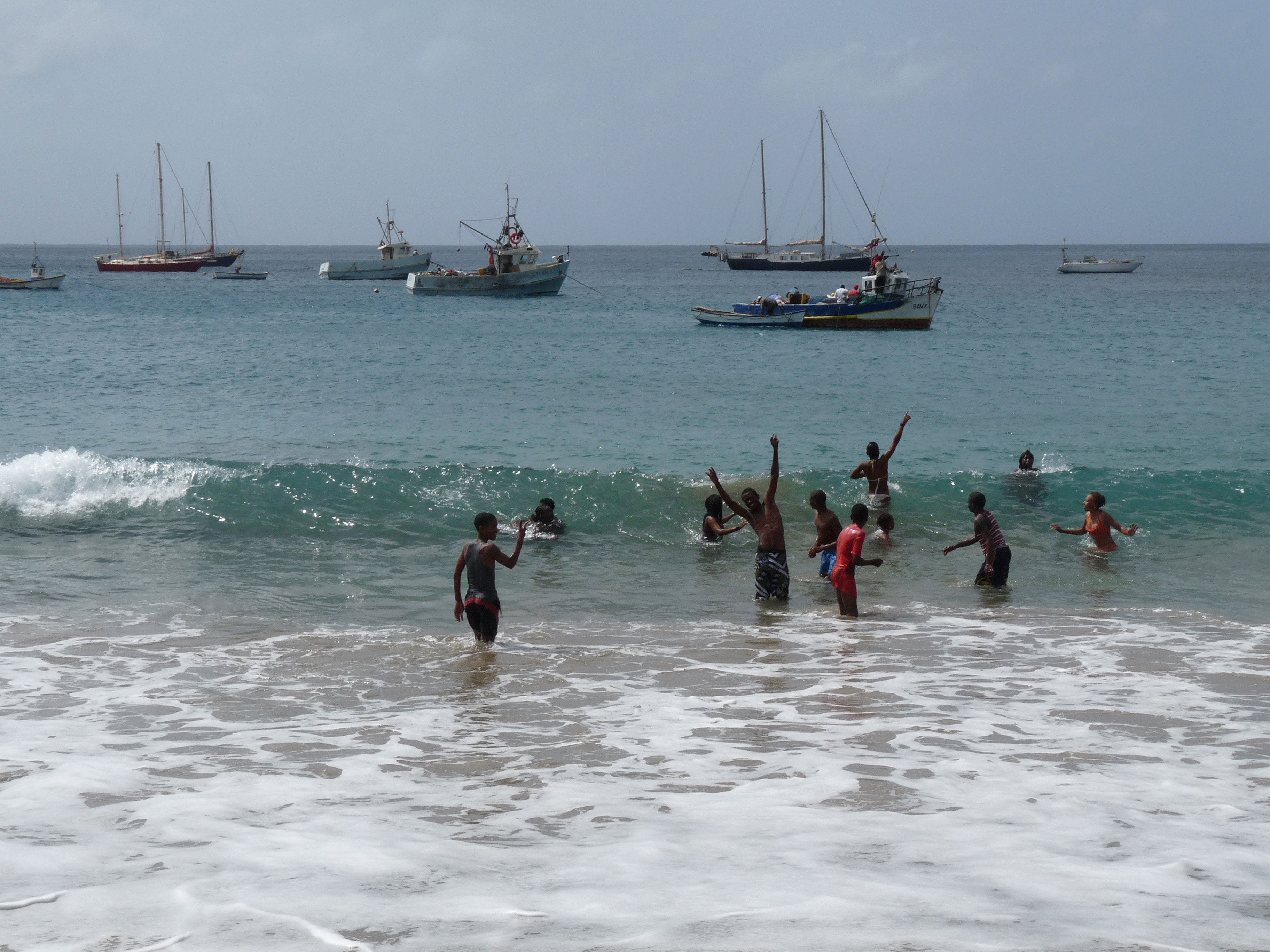

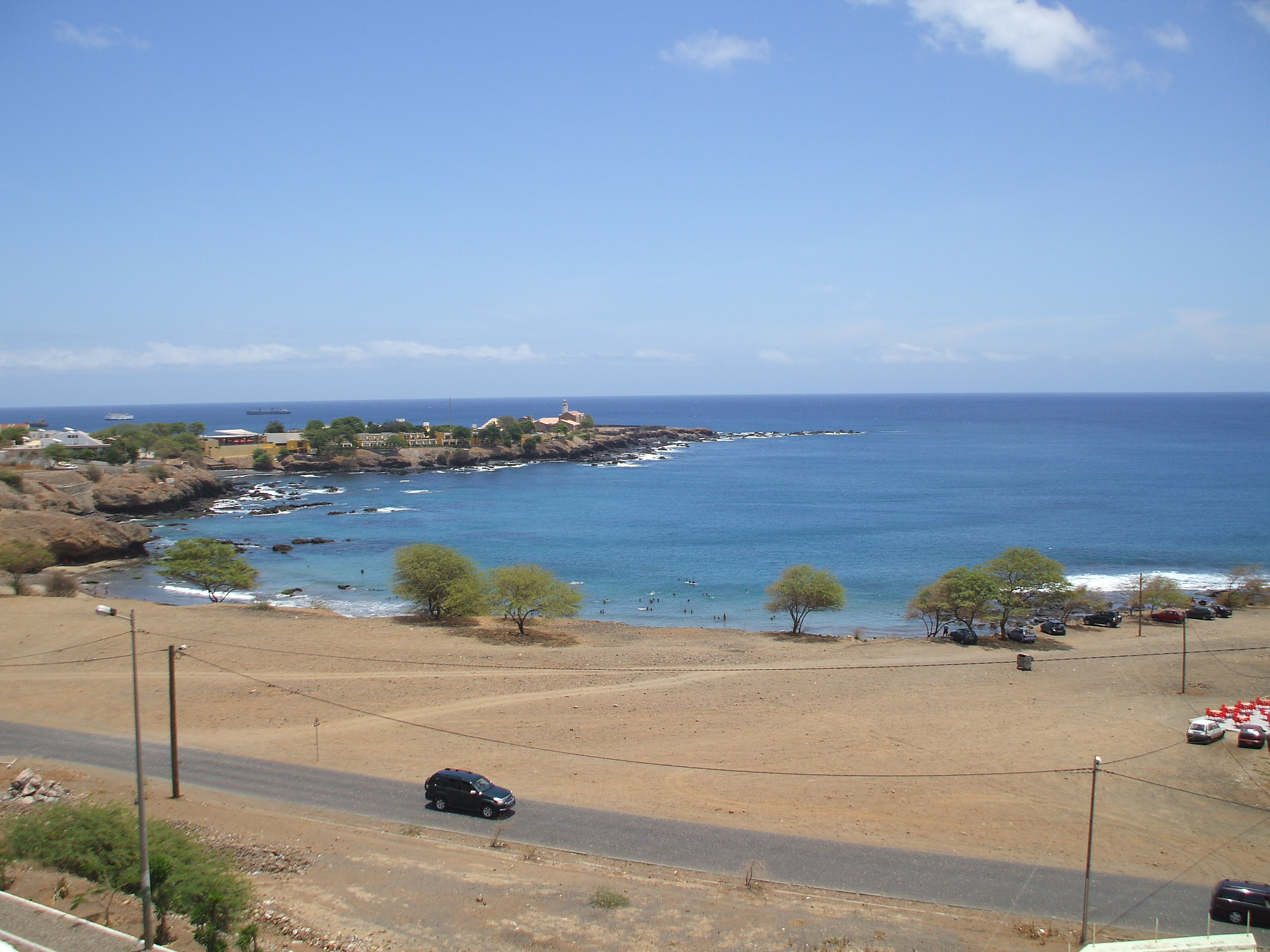

Туризм — главная статья доходов страны и составляет около четверти ВВП. В этот вид бизнеса инвестируют как местные предприниматели, так и зарубежные инвесторы. Основные зарубежные инвесторы — Австрия, Германия, Испания, Италия, Португалия и Франция. 
Остров Сал — популярное место среди любителей сёрфинга. На нём 6 сёрфинг-клубов, рассчитанных на разный уровень подготовки. Сёрфинг-центры есть и на других островах архипелага — Боа Вишта, Сан-Висенте, Сантьягу, Сан-Николау и Майу.
Наличие коралловых рифов с бесчисленным количеством морских обитателей, подводных пещер с лабиринтом тоннелей и каверн привлекают любителей дайвинга и водных видов спорта. Лучший период для погружений — с апреля по ноябрь. 
В городке Санта-Мария на острове Сал расположен один из пяти крупнейших мировых центров виндсёрфинга.
В период миграции у берегов архипелага появляются стада китов, подпускающих к себе на достаточно близкое расстояние, косяки океанической рыбы — всё это служит объектом спортивной рыбалки. В течение 2000 года у берегов островов зарегистрировано 6 мировых рекордов по размерам и весу выловленной рыбы.
Страна изобилует пляжами, тянущимися на десятки километров вглубь островов. Для любителей экзотики на острове Фогу есть пляжи с чёрным вулканическим песком.
Свои услуги предлагают гостиничные комплексы в городе Таррафал и на островах Боа Вишта, Майу, Сан Висенте и Санту Антау.
Благоприятные климатические условия позволяют принимать туристов круглый год.
В 1999 на острове Сал открылся первый пятизвёздочный отель «Криула».
2023 год стал рекордным для туризма: в гостиничных заведениях остановилось более миллиона гостей. Это представляет собой увеличение на 21% по сравнению с 2022 годом. Общее количество ночевок также увеличилось на 26% до 5,2 млн. Большинство туристов в 2023 году прибыли из Великобритании, за ней следовали Германия и Нидерланды. Для сравнения: в допандемийном 2019 году страну посетили 766 тыс. туристов, которые принесли около 400 млн евро.

## Праздники
| Праздники           |                                  |                                                |
| Дата                | Название                         | Примечание                                     |
| 1 января            | Новый год                        |                                                |
| 13 января           | День демократии                  |                                                |
| 20 января           | День Национальных героев         | Годовщина смерти Амилкара Кабрала              |
| Февраль (варьирует) | Карнавальный вторник             | Передвижной карнавал                           |
| Февраль (варьирует) | Пепельная среда                  | Передвижной карнавал                           |
| Февраль (варьирует) | Святая пятница, Страсти Христовы | Передвижной карнавал                           |
| 8 марта             | Международный женский день       |                                                |
| Апрель (варьирует)  | Пасха                            |                                                |
| 1 мая               | День Труда                       |                                                |
| 19 мая              | День города Прая                 | Празднование проводится только в столице, Прае |
| 1 июня              | Международный День Защиты детей  | Празднование восстановлено в 2005 году         |
| 5 июля              | День Независимости               |                                                |
| 15 августа          | Национальный день благодарения   | Праздник города Мостеируш                      |
| 1 ноября            | День всех святых                 |                                                |
| 25 декабря          | Рождество                        |                                                |

## Религия
- Страна является одной из самых католических в Африке. Христианство распространилось с середины XVII века.
- 77,3 % населения — католики;
- 4,6 % — протестанты (включая Церковь Назарянина);
- 4,5 % жителей придерживаются традиционных африканских верований;
- 1,8 % — мусульмане;
- 1 % — Свидетели Иеговы (0,4 % — возвещатели)[15];
- 10,8 % — члены прочих религиозных объединений (мормоны и др.).

## Образование
В 1988 году уровень грамотности составлял 60—70 % среди городского населения, и 20—40 % — среди сельского. Существовало 382 учебных заведения, из которых только 23 были средними (общеобразовательными и профессионально-техническими). Общее число преподавателей составляло 2100 человек. Вузы отсутствовали. Образование за рубежом получали более 650 граждан Кабо-Верде.
В 2010 году уровень грамотности среди взрослых составлял 88,56 %.
Обучение ведётся на португальском языке.
- Начальное образование: дети с 7 лет первые 4 года проходят обязательное обучение, следующие 2 года — по желанию. На острове Боавишта работает 3 начальных школы; Сал имеет 2 начальные школы; Сан-Николау — 6 начальных школ и 1 лицей; Сан-Висенте — 1 школа навигации и 7 начальных школ; на Майу лишь 1 школа; Сантьягу имеет 22 школы, Фогу — 7 и Брава — 6 начальных школ[18]. В 2000 году начальные школы посещали 98 тысяч учеников, а средние — 33 тысяч.
- Среднее образование: два цикла по 3 года каждый. Лицей, дающий среднее образование, находится в Прае и Сан-Висенте.
- Высшее образование: до 1994 года в Кабо Верде не существовало высших учебных заведений. В 1994—1999 были образованы педагогический, экономический и несколько технических институтов. С начала 2000-х началось их слияние в университеты (основные кампусы находятся в Прае). Многие жители страны получают высшее образование за рубежом: на Кубе, в Португалии, Бразилии, России, США и Франции. В 2000 году в местных вузах учились 1200 и за рубежом — 2500 студентов.

С 1990-х годов до 2011 года система начального образования Кабо-Верде (и частично — общая система образования) полностью финансировалась певицей Сезарией Эворой.

## Здравоохранение
Показатели здоровья жителей Кабо Верде — выше среднего для африканского континента. Средняя продолжительность жизни — 70 лет.
Министерство здравоохранения имеет два больших подразделения. Медицинское обслуживание — удовлетворительное.
Существует проблема заболевания туберкулёзом.
Нехватка пресной воды приводит к вспышкам кишечно-инфекционных заболеваний.
Незначительная часть населения ВИЧ-инфицирована (350 чел. по состоянию на март 2008 год OCHA).

## СМИ

### Телерадиовещание
Государственная телерадиокомпания RTC создана в 2009 году путём объединения государственной телекомпании TNCV (Televisão Nacional De Cabo Verde — «Национальное телевидение Кабо Верде») и государственной радиокомпании RNCV (Radio Nacional De Cabo Verde — «Национальное радио Кабо Верде»), включает в себя телеканал TCV (Televisão De Cabo Verde — «Телевидение Кабо Верде»), запущен в 1984 году, и радиостанцию RCV (Rádio de Cabo Verde — «Радио Кабо Верде»)
Существует также 15 частных радиостанций:
- Radio Nova — католическая радиостанция;
- Radio Comercial — частная радиостанция, Прая;
- Praia FM — частная радиостанция.

### Пресса
В стране издаются:
- правительственная ежедневная газета «Jornal Horizonte»;
- еженедельник «Expresso das Ilhas»;
- еженедельник «A Semana»;
- еженедельник «Boletim Oficial da República de Cabo Verde» («Официальный бюллетень Республики Кабо-Верде»);
- еженедельник «Boletim Informativo» («Информационный бюллетень»);
- газеты «Tribuna» и «Vos di Svo»?;
- журналы «Raízes» («Корни») и «Unidade e Luta» («Единство и борьба»).

С 1988 действует правительственное информационное агентство «Информпресс» (прежнее название «Кабопресс»).

## Телекоммуникации
Количество телефонных линий — 60 935, мобильных — 28 119 (2002).
Операторы связи: CVTelecom (городские номера, монополист), CVMovel и Unitel T+ (мобильная связь).
Доступ в интернет предоставляется CVMultiMedia (монополист). За последние 5 лет[когда?] ощутимо были снижены цены на услуги доступа в интернет и значительно повышена скорость доступа. В 2007 году стоимости простого ADSL-канала составляла 130 евро в месяц. В данный момент самый скоростной канал 12/1 Мбит/с стоит 54 евро (включая стоимость IPTV). «Безлимитный интернет» предоставляется пользователям подключённым по оптоволокну (ориентировочно с 2019 года). Стоимость 44 евро в месяц. Скорость 30—40 Мбит/с.
С 27 сентября 2006 года предоставляются пакеты цифрового ТВ на основе IP-технологий. Оборудование можно купить или взять в аренду.
В 2002 году насчитывалось 12 000 интернет-пользователей.

## Искусство и культура

### Архитектура
Традиционное жилище сельских районов — каменные одно- или двухкомнатные дома функу с земляным или дощатым полом и обязательными ставнями на окнах. Двускатная крыша настилается из соломы или черепицы.
В качестве строительного материала выступает застывшая вулканическая лава. При строительстве домов не используются никакие виды цемента.
Первое поселение европейцев на архипелаге — Сьюдад Велья (Старый город). Расположен в 10 км на запад от столицы г. Прая. Охраняется ЮНЕСКО. На его территории расположен португальский форт Реал-да-Санту-Фелипе.
В 1990-х годах началось строительство многоэтажных зданий и коттеджей со всеми бытовыми удобствами, которые органично сочетаются со старинными особняками колониальных времён.
Отличительной чертой городов стали современные фешенебельные отели и супермаркеты из стекла и железобетонных конструкций.
В июле 2007 года на о. Сал началось строительство нового отельного комплекса «Вила Педре де Луме и Гольф Резорт». Строительство планируется закончить в 2013 году.

### Изобразительное искусство и ремёсла
Современные художники — Б. Барруш-Гиззи, Д. Ж. Карвалью, М. Кейрош, Карлуш Лима, Л. Лопиш, Ж. Миранда, М. Фернандиш, М. Фигейра и Ш. Фигейра, Белла Дуарте.
Работы Лимы хорошо известны не только на родине, но и в Испании, на Кубе, в Нидерландах, Португалии, Франции, Швейцарии и в латиноамериканских странах.
В Прае регулярно проходят выставки местных художников и выставки-ярмарки мастеров народных промыслов.
Развито гончарство, плетение изделий из соломы, изготовление сувениров из дерева и скорлупы кокосовых орехов (пепельницы, светильники, шкатулки), украшений из керамики, морских ракушек и рыбьих зубов.

### Библиотеки

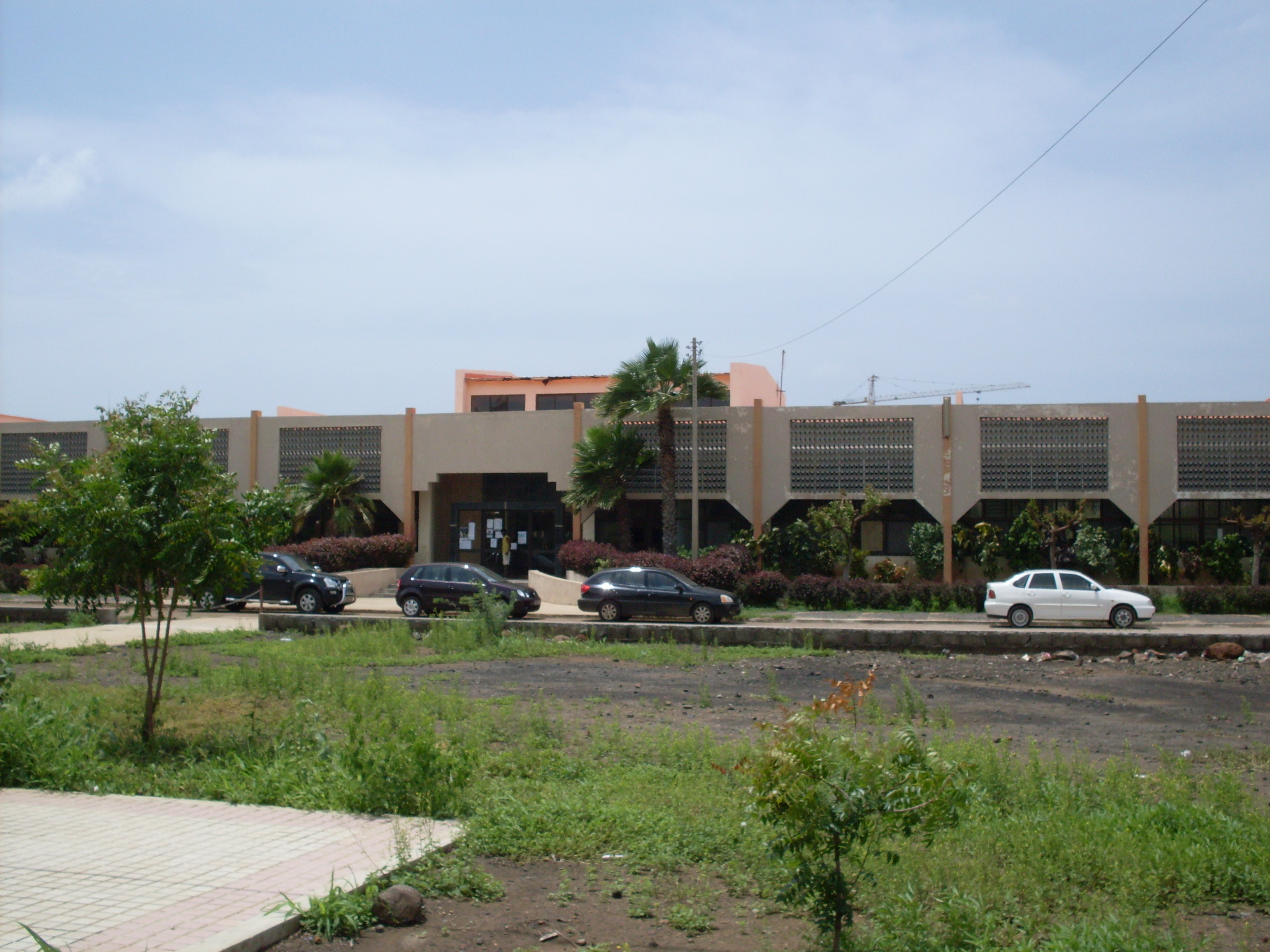
Национальная библиотека Кабо-Верде, 2008 год

Построенное при финансовой поддержке правительства КНР, 21 мая 1999 года в Прае было официально открыто здание Национальной библиотеки Кабо Верде. До этого функцию библиотеки выполнял Национальный исторический архив.
Библиотека имеет 2 читальных зала, конференц-зал, выставочный зал, кафе, хранилище на 650 000 томов.

### Музыка
Население страны музыкально. Национальная музыка Кабо-Верде соединила европейские, африканские и латиноамериканские традиции.
Музыкальные стили:
- морна — короткие печальные песни о тяготах судьбы вдали от родины. Рождены на острове Боавишта;
- коладейра — жизнерадостные песни, близкие к бразильской самбе;
- фунана — ритмы и мелодии африканских народов.

Музыкальные инструменты:
- шестиструнная гитара;
- однострунный симбоа из скорлупы кокосового ореха.

Февраль — месяц карнавалов (участники в ярких костюмах и масках танцуют под аккомпанемент барабанов, ксилофонов и труб).

На самом деле, как и в Бразилии, главный Карнавал проводится за 47 дней до Католической Пасхи.
Среди известных исполнителей наибольшая популярность принадлежала Сезарии Эворе. Босоногая дива, как называли её за манеру выходить на сцену босиком (к слову, босиком певица ходила и в жизни, лишь изредка позволяя себе надеть сандали), имела мировую популярность и часто гастролировала.
Некоторые певцы, такие как Калу Бана, Руи Пина, Жак Пина, Мария де Барруш, Мариуш, Теофилиу Шантре и Титу Париш, Агусто Сега, Титина, Лура и многие другие известны в португалоязычных странах.
Среди музыкальных коллективов особой популярностью пользуются «Булимунду» и «Тубароиш».
Проводятся музыкальные фестивали при участии исполнителей из Анголы, Бразилии, Португалии и США.

### Театр и кино

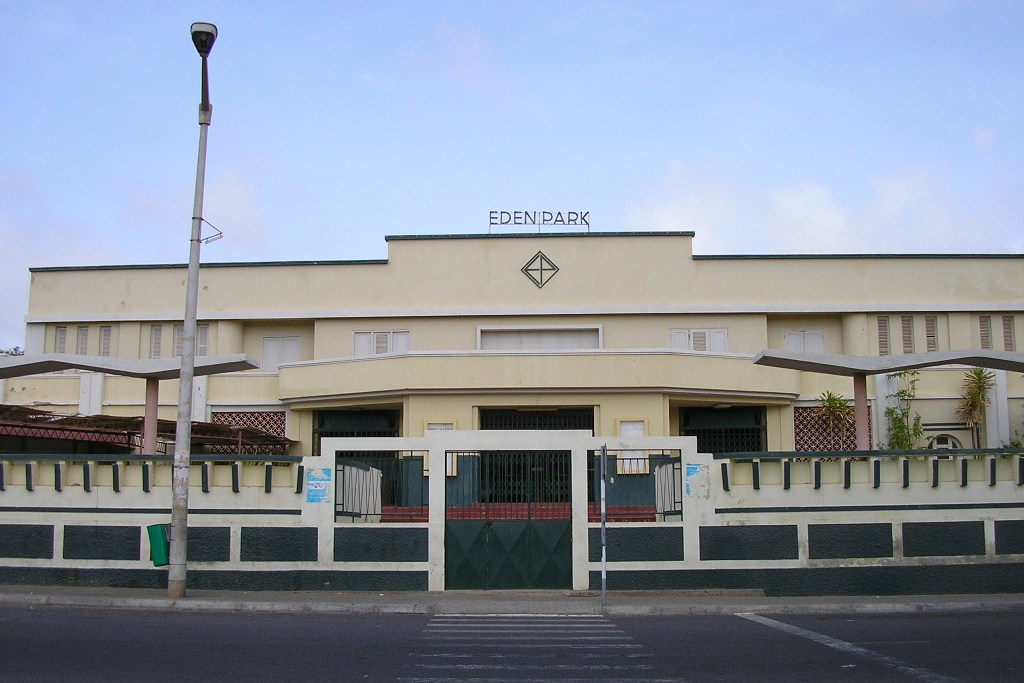
Кинотеатр «Eden-Park» на острове Сан-Висенте

Профессионального театра в Кабо-Верде нет. Существуют любительские театральные труппы «Молодёжь на марше», «Канизаде», «Корда Каоберди», «Рамонда», труппа Португальского культурного центра и др. Труппа «Молодёжь на марше» с успехом гастролировала в Бельгии, Нидерландах, Португалии, Франции, в странах Африки и Латинской Америки. В 1995 году в городе Минделу был проведён первый театральный фестиваль «Минделакт», получивший в 1997 году статус международного.
В конце 1980-х годов началось развитие национального кинематографа. Первый фильм — совместная работа кинематографистов Республики Кабо Верде и СССР — документальная лента «Песни земли и моря» (1989), а в 1999 году на острове Сал состоялся первый кинофестиваль. Были представлены работы режиссёров из Анголы, Кабо-Верде, Португалии и Сенегала.